# La Restinga (ort i Spanien, Kanarieöarna, Provincia de Santa Cruz de Tenerife, lat 27,64, long -17,98)
La Restinga är en ort i Spanien.   Den ligger i provinsen Provincia de Santa Cruz de Tenerife och regionen Kanarieöarna, i den sydvästra delen av landet, 1 900 km sydväst om huvudstaden Madrid. La Restinga ligger 23 meter över havet och antalet invånare är 541. Den ligger på ön El Hierro.
Terrängen runt La Restinga är varierad. Havet är nära La Restinga åt sydost.  Närmaste större samhälle är Frontera, 12,7 km norr om La Restinga. 